# 切尔韦西纳
切尔韦西纳（義大利語：Cervesina），是意大利帕维亚省的一个市镇。总面积12.5平方公里，人口1205人，人口密度96.4人/平方公里（2009年）。国家统计（ISTAT）代码为018047。